# Leptotarsus borgmeieri
Leptotarsus borgmeieri är en tvåvingeart som först beskrevs av Alexander 1942.  Leptotarsus borgmeieri ingår i släktet Leptotarsus och familjen storharkrankar. Inga underarter finns listade i Catalogue of Life.